# Jagdkampf
Jagdkampf, heute eine Gefechtsart der Infanterie, vormals eine besondere Gefechtshandlung, soll den Feind in seinem rückwärtigen Gebiet durch ständige überraschende Angriffe abnutzen, stören, täuschen und zu verstärkten Sicherungsmaßnahmen zwingen. Im Jagdkampf eingesetzte Kräfte dringen tief in das rückwärtige Feindgebiet ein. Das Jagdkommando bindet im Einsatzraum ein Mehrfaches der eigenen Stärke und überwacht gleichzeitig den Einsatzraum.
Jagdkampf als Gefechtsart kann in den Operationsarten Angriff, Verteidigung und Verzögerung durchgeführt werden. Der Jagdkampfzug unterstützt die eigene Operationsführung durch die Verzögerung und Schwächung feindlicher Reserven und des Nachschubs sowie durch die Vernichtung besonderer Einsatzmittel und Gefechtsstände mit deren Fernmeldekräften und -mitteln.
Die Aufklärung von Feindkräften durch das Jagdkommando im Einsatzraum dient dem zielgerichteten Einsatz des Jagdkommandos und der Verdichtung der eigenen Kenntnis der Feindlage der übergeordneten Führung im tiefen Feindraum.
Die Kampfweise der im Jagdkampf eingesetzten Kräfte in Stärke von einem Zug ist gekennzeichnet durch ständigen Wechsel von Verbergen und verdeckten, dem Gelände angepassten Bewegungen für die Tarnung sowie nach verdeckter Bereitstellung überraschendem Angriff durch Feuerüberfall sowie Hinterhalt oder im Handstreich, um schwache Feindkräfte zu vernichten oder diese durch einen Feuerüberfall zu schwächen. Das Jagdkommando darf sich dabei vom Feind nicht binden lassen oder zur Verteidigung übergehen.
Beim Jagdkampf in feinddurchsetztem Raum werden verdeckt kämpfende Feindkräfte aufgeklärt und vernichtet, überlegene durch die Feuerunterstützung durch Luftnahunterstützung der Luftwaffe oder in der Luftanlandung herangeführte Verstärkung.
Beim Jagdkampf in (eigenen) rückwärtigen Gebieten werden schwache Feindkräfte wie SOF-Trupps (Special Operation Forces) aufgeklärt, gestellt und vernichtet. Luftgelandete Feindkräfte werden beim Einsatz gestört und verzögert. Dabei wird der Jagdkampfzug je nach Lage durch eigene weitere Kräfte unterstützt und kann selber in ortsfesten eigenen Einrichtungen zur geschützten Ruhe übergehen. Er muss damit nicht die ganze Zeit gefechtsbereit sein. Die Anforderungen an einen Jagdkampfzug in rückwärtigen Gebieten sind daher nicht so hoch wie beim Jagdkampf in Feindgebiet. Der Jagdkampf in rückwärtigen Gebieten bedarf jedoch einer besonderen insbesondere rechtlichen Ausbildung und Einweisung aller Soldaten, da die Bedrohung nicht nur von feindlichen Kombattanten, sondern auch von bewaffneten Zivilpersonen ausgehen kann.

## Abgrenzung
Jagdkampf ist im deutschsprachigen Raum ein Einsatzverfahren der Infanterie, das hinter den feindlichen Linien der Forward Line of Enemy Troops FLET durchgeführt wird. Es ist in dieser Form bei der Infanterie anderer Länder nicht bekannt. Jagdkampf kann ab der Führungsebene eines Gefechtsverbandes durchgeführt werden, meist jedoch ab der Führungsebene einer Brigade.
Das Jagdkommando weist eine größere Stärke als ein Kommandotrupp im Kommandoeinsatz auf, der in Abgrenzung dazu gegen hochwertige aufgeklärte Feindkräfte im tiefen Feindraum unter Einsatzführung eines Korps kämpft. Selten wird dieses einer Division unterstellt.
Ein Fernspähtrupp überwacht dauerhaft einen Geländepunkt längerfristig und klärt Feindkräfte insbesondere auf Marschstraßen auf. Spezialkräfte sind auch durch grundsätzlich anderweitige Aufträge daher nicht mit einem Jagdkampfzug zu vergleichen und können wegen ihrer andersartigen Gliederung auch nicht dazu eingesetzt werden. Grundsätzlich erfolgt kein gemeinsamer Einsatz mehrerer Jagdkampfzüge oder zusammen mit Fernspähtrupps oder Kommandogruppen. Ihre Zielsetzungen und Eindringtiefen widersprechen einander.
Selten werden in eigenen offenen Flanken Jagdkommandos in Kompaniestärke zum Jagdkampf eingesetzt. Die Gefechtshandlungen im Winterkrieg und im Fortsetzungskrieg in Finnland während des Zweiten Weltkriegs sind jedoch kriegsgeschichtliche Beispiele.
In anderen Armeen wird der Kampf in der Tiefe des Feindraums durch Spezialkräfte als Spezialoperation durchgeführt.

## Taktik
Jagdkampf kann nur von besonders belastbaren Soldaten geführt werden. Die Einsatzdauer beträgt bis zu 14 Tage. Der Jagdkampfzug ist normalerweise nicht motorisiert. Ausnahmen sind Einsatzräume wie die der Long Range Desert Group in offenem, nicht bedecktem Gelände der trocken-heißen Klimazone in der Wüste oder der trocken-kalten Klimazone in ewigen Schneegebieten.
Jagdkampf wird durch den Jagdkampfzug durchgeführt, der aus einem verstärkten Infanteriezug gebildet und durch die den Einsatz führende Brigade direkt geführt wird. In Ausnahmefällen befiehlt auch das Bataillon als Gefechtsverband selbst den Einsatz eines Jagdkampfzug, um Feindkräfte in seinem Verantwortungsbereich bei Angriff oder Verteidigung zu stören.
Im Verantwortungsbereich der Kommandoebene einer Division oder Korps als Großverband werden Kommandoteileinheiten für besondere Aufträge auf aufgeklärte Hochwertziele im tiefen rückwärtigen Feindraum eingesetzt.

### Ziele und Aufgaben
Ziele des Jagdkampfzuges sind schwächere Feindkräfte wie Transportkolonnen mit Nachschub, Führungseinrichtungen ab Bataillonsstab aufwärts, Fernmeldeeinrichtungen, Versorgungs- und allgemeine Logistikpunkte, selten Feldflugplätze oder Behelfslandezonen. Artilleriestellungen können in Ausnahmefällen das Ziel eines Handstreich sein. Sie stellen aber – bis auf schwere Artillerieraketensysteme (SARS) mit ATACMS oder SS-26 Stone – grundsätzlich kein herausragendes Ziel dar. Ein Einsatz gegen Instandsetzungspunkte ist wegen der dort stehenden gepanzerten Schadfahrzeuge nicht sinnvoll.
Die Bewegungsfähigkeit von Feindkräften kann auch durch das Unbrauchbarmachen von verkehrstechnischen Einrichtungen wie Brücken oder Sperrung von Engen nach Sprengung, eisenbahntechnischen Einrichtungen, Wasserwegen oder wassertechnischen Einrichtungen stark beeinträchtigt werden.
Teile des Jagdkampfzugs beginnen im Einsatzraum unter Führung des Zugführers unmittelbar mit der Aufklärung von Feindkräften und der Erkundung von feindlichen Marschstraßen sowie den An- und Abmarschwegen zu diesen. Bei der Aufklärung ist zu beachten, dass operative Marschstraßen durch Minenfelder gesichert, oder Minen zur Störung von Spezialkräften im rückwärtigen Versorgungsraum auch an abgelegenen Engstellen verlegt und Transportkolonnen durch Kampfhubschrauber gesichert und zur Aufklärung des Marschweges eingesetzt werden können.
Der Jägerfeldwebel legt mit dem Zug das erste Versteck und weitere versteckte Versorgungspunkte an.
Zum Nahkampf kann es mit Sicherungskräften insbesondere beim Handstreich auf feindliche Einrichtungen und Gefechtsstände kommen.

### Gliederung
Der Jagdkampfzug kann sich zusammensetzen aus
- Führungstrupp,
- Scharfschützentrupp,
- bis zu vier Jägergruppen, davon eine als Trägergruppe mit Versorgungs- und Kampfmitteln.

Der Jagdkampfzug kann unterstützt werden durch je einen Trupp – Stärke meist zwei Soldaten –
- Santrupp,
- Fernmelder – Fernmeldeverbindung Jagdkampfzug zum einsatzführenden Großverband,
- Spreng-/Pioniertrupp / Kampfmittelbeseitigungs-Trupp,
- Joint Fire Support Team für die Streitkräftegemeinsame Taktische Feuerunterstützung durch Artillerie und CAS (Luftnahunterstützung)
- Fliegerabwehrtrupp der leichten Heeresflugabwehr mit Fliegerfaust,
- Hundeführer mit Diensthunden als Schutzhund und/oder Gefahrenabwehrhund sowie Sprengstoffspürhund sowie
- Dokumentationstrupp zur Erfassung von Aufklärungs- und Erkundungsergebnissen sowie Dokumentation der Durchführung.

Der Jagdkampfzug kann im Jagdkampf von Schutzhunden, Gefahrenabwehrhunden und Sprengstoffspürhunden unterstützt werden. Der Einsatz von Fährtenhunden ist beim Jagdkampf sinnlos.
Jagdkampf im Gebirge und Hochgebirge macht den Einsatz von Heeresbergführern mit einem Hochgebirgsjägerzug erforderlich.
Beim Jagdkampf in rückwärtigen Gebieten oder Jagdkampf in feinddurchsetztem Raum ist ein Hundeführertrupp mit Sprengstoffspür- und Fährtenhunden dem Jagdkampfzug zu unterstellen. Verstärkung durch einen Trupp Feldjäger und Female Engagement Team zur Durchsuchung und Gesprächsaufklärung kann erforderlich sein.

## Gefechtsdienst

### Einsatzgrundsätze
Der Führer des Jagdkampfzuges beachtet im Wesentlichen das Merkwort VASE für Verbindung, Aufklärung, Sicherung, Erkundung, um seinen Jagdkampfzug vor Feindkräften zu schützen. Der Verlauf des Jagdkampfes ist trotz gründlicher Planung und Vorbereitung wenig voraussehbar. Die Verbindung zur übergeordneten Führung durch Fernmeldemittel sichert die Kenntnis von Informationen über aufgeklärte Feindkräfte im Einsatzraum und Änderungen im Schwerpunkt des eigenen Auftrags, die eigene Aufklärung verdichtet die allgemeine Aufklärung und Kenntnisse über Feindkräfte im Einsatzraum. Die Sicherung der eigenen Teileinheit im Einsatz schützt vor dem Einsatz von Feindkräften im Angriff, und die Erkundung des Geländes stellt die eigenen Bewegungsmöglichkeiten sicher und gibt eine Vorstellung über die des Gegners.
Einer verstärkten Teileinheit wird für den Jagdkampf ein allgemeiner Auftrag befohlen und ihr bei der Durchführung größtmöglicher Freiraum durch Führen mit Auftrag belassen.
Für den Einsatz geeignete Notfallaufnahmepunkte als Hubschrauberlandezonen werden wie mehrere Verstecke durch den Führer des Jagdkampfzuges bereits in der Planung festgelegt.
In der Vorbereitung und Durchführung gleicht der Jagdkampf den Bedingungen und Anforderungen insbesondere in der Wildnis einer Expedition oder beim Trekking. Erfahrungen sowie Kenntnisse und Fertigkeiten sind daher zu berücksichtigen.

### Eindringen in den Feindraum
Die Verbringung eines Jagdkampfzuges erfolgt durch Sickern in Lücken, Luftanlandung mit Hubschraubern, Luftlandung nach automatischem Fallschirmsprung oder Verbringung durch mechanisierte Kräfte mit Kampf-, Schützen- und Transportpanzern, nach Schlagen eines zeitweiligen gewaltsamen Durchbruchs durch die FLET (forward line enemy troops). Der Jagdkampfzug wird danach im rückwärtigen Feindraum abgesetzt und erreicht seinen Einsatzraum im Weiteren nach Fußmarsch durch Sickern.
Für den Freifallsprung ausgebildete Soldaten im HAHO-Einsatz sind allgemein nicht in der Infanterie zu finden. Dieses Einsatzverfahren zur Verbringung wird nur durch spezialisierte Kräfte angewandt. Das Einsatzverfahren HAAO bietet jedoch dazu eine Möglichkeit.
Die Eindringtiefe beträgt zwischen 20 km bis unter 100 km mit einem Einsatzraum von rund 10 km × 10 km bis zu 10 km × 20 km. Die Ausdehnung bestimmt sich vor allem durch großräumige natürliche und künstliche Geländelinien und die allgemeine Gestaltung des Geländeraumes.

### Verhalten im Feindraum
Der Jagdkampf ist geprägt durch permanente Beachtung der allgemeinen Truppenaufgaben FAST, als Merkwort jedes Soldaten für Feuerbereitschaft, Auflockerung, Schanzen, Tarnen. Im Jagdkampf erfolgt Schanzen sinngemäß durch dauernde Geländeausnutzung von Geländeerhöhungen und Geländevertiefungen und nicht durch Anlegen von Erddeckungen. Tarnung erfolgt im Wesentlichen durch Beachtung der Vermeidung der eigenen Aufklärung auch durch Sichtdeckung gegenüber dem Hintergrund - Vermeiden, sich gegenüber dem Hintergrund abzuheben und damit ein Ziel zu bieten.
Die Aufklärung eines Jagdkampfzuges erfolgt häufig durch Spuren am Versteck sowie an Wasserentnahmestellen, von wo aus sie mit Suchhunden bis zum Versteck zurückverfolgt werden können. Wesentlich ist daher in der Ausbildung das Üben von Tarnung durch Geländeausnutzung und das Vermeiden von Spuren im Gelände.
Die Tarnung im Einsatz erfolgt durch permanentes
- Ausnutzen von Schlagschatten und Bodenbewuchs in der Bewegung und für das Versteck als Sichttarnung gegen optische Aufklärung
- Vermeiden von Geruch durch Parfüme, Körpergeruch erzeugende Nahrung und Zigaretten
- Berücksichtigen von biologischen Sensormitteln wie Haus- und Hofhunde, Ziegen und Gänse, aber auch Wildtiere insbesondere Wildvögel, die bei Störung auffliegen und schon auf weitere Entfernung die Anwesenheit von Menschen anzeigen
- Vermeiden von Spuren an Zwangsstellen wie Wasserstellen
- Vermeiden von elektronischer Aufklärung im Fernmeldeverkehr durch kurzen, geschleierten oder geschlüsselten Funkverkehr
- Minimieren von Wärmestrahlung zur Vermeidung von Aufklärung durch luftgestützte Aufklärungsmittel mit Wärmebildgeräten, auch durch dicke Kunststoffplanen als Abdeckung.

Neben feindlichen Streitkräften steht der Jagdkampfzug meist unter der Bedrohungslage durch die Zivilbevölkerung, die der Feindseite zugeneigt sein kann, und/oder irreguläre feindliche Kräfte sowie feindliche lokale Milizen. Jagdkampf ist deshalb durch hohe Beweglichkeit zu Fuß und dauernde Bewegung im Einsatzraum geprägt. Der Jagdkampfzug verlegt permanent seinen Aufenthalt und sichert sich dadurch gegen den Ansatz von Feindkräften. Durch das Beziehen von immer neuen Verstecken und dem nur zeitweiligen Verbleib an einem Ort wird es Feindkräften erschwert, das Jagdkommando in Ruhephasen nach Aufklärung überraschend anzugreifen. Der Jagdkampfzug weicht im Regelfall auch vor unterlegenen Feindkräften sowohl aus dem Versteck, als auch bei überraschendem Zusammentreffen schlagartig aus, um sich nicht binden zu lassen und selbst die Initiative zu behalten.
Für den Einsatz des Jagdkampfzuges werden meist mehrere Versorgungsdepots als versteckte Erddepots angelegt. Diese können vorbereitet oder mit Beginn des Einsatzes angelegt werden. Wasser, Verpflegung, Munition und Sprengmittel bestimmen im Wesentlichen die Einsatzdauer. Der Jägerfeldwebel richtet während der Erkundung und Aufklärung des Einsatzraumes das erste Versteck und abgesetzte Versorgungsdepots ein. Einer der wesentlichen Ausbildungspunkte ist das Errichten eines Verstecks, dessen Tarnung mit dem Vermeiden von Spuren um das Versteck und der schnelle, geräuschlose Abbau. Natürliche Tarnmittel sind daher nicht der Umgebung des Verstecks zu entnehmen, da dies Spuren verursacht.

### Ausrüstung
Die den Einsatz führende Brigade oder Kommandoebene ist für die erweiterte Ausstattung des Jagdkampfzuges insbesondere mit weitreichenden Fernmeldemitteln und Sonderausrüstung verantwortlich. Dies sind im weiteren für den Einsatzraum geeignete Feld- und Biwakausrüstung und nach Bedarf Kampfmittel wie Panzerabwehr-Richtminen DM-12 PARM, Personenabwehr-Richtminen M18 Claymore mit Zündkabel und schallgedämpfte Handfeuerwaffen.
Die Ausrüstung eines Jagdkampfzuges gleicht bedingt der Ausrüstung eines Fernspähtrupps im Einsatz. Wasserversorgung aus Gewässern und deren Aufbereitung sowie mit Lebensmitteln sind daher im Voraus zu planen.
Ein Transport der umfangreichen Zusatzausstattung kann mit Infanteriekarren oder im Winter mit Akja erfolgen, unter besonderen Umständen mit Tragtieren. Für den motorisierten Einsatz ermöglichen zukünftig Hybridelektrokraftfahrzeuge mit dieselelektrischem Antrieb einen geräuscharmen Einsatz in wenig bedecktem und offenem Gelände wie Wüste.
Nach vormaliger Doktrin hätte der Jagdkampfzug von bis zu zwei Mörsern unterstützt werden können, deren Transport und Munition durch Tragtiere, bei motorisiertem Einsatz mit radbeweglichen Mörserträgern, hätte erfolgen sollen.

### Gefechtshandlungen beim Jagdkampf
Jagdkampf im Feindraum
- Infiltration – Exfiltration – Sickern
- Hinterhalt und Feuerüberfall
- Handstreich
- Sprengung

Jagdkampf im rückwärtigen Gebiet
- Bekämpfung von schwachen (luftgelandeten) Feindkräften und SOF sowie von Partisanen und Guerilla in der Aufstandsbekämpfung

Leben im Feld – Überleben und Durchschlagen
- Sickern und gedecktes Bewegen im Gelände
- Orientieren im Gelände
- behelfsmäßiges Überwinden von stark durchschnittenem Gelände
- behelfsmäßiges Überwinden von Gewässern
- Versteckbau und Tarnen
- Ausweichen aus dem Versteck oder beim überraschenden Zusammentreffen mit auch unterlegenen Feindkräften

## Ausbildung
Jagdkampf wird in der Infanterie ausgebildet, lehrgangsgebunden zum Führer und Ausbilder im Jagdkampf bei der Bundeswehr im Einzelkämpferlehrgang 2 sowohl bis 2013 an der Luftlande- und Lufttransportschule in Altenstadt, seitdem nur noch wieder an der Infanterieschule in Hammelburg. Weiterführende Lehrgänge sind der Überlebenslehrgang Spezialkräfte und der Lehrgang Einsatzersthelfer C am Ausbildungszentrum Spezielle Operationen in Pfullendorf sowie Winterkampf und Kampf in schwierigem Gelände an der Gebirgs- und Winterkampfschule in Mittenwald.

## Geschichte des Jagdkampfes
Geschichtlich gesehen ist der Kampf von Teileinheiten und Einheiten einer regulären Streitkraft gegen überlegene Feindkräfte, die sich im für sie ungünstigen Gelände bewegen oder gegen diese im rückwärtigen Feindgebiet, nicht neu. Irreguläre Kräfte werden als Guerilla oder Partisanen bezeichnet.
Bereits die Germanen unter Arminius, Fürst der Cherusker, wandten diese Kampfweise im Jahre 9 n. Chr. in der Varusschlacht in einer Gesamtoperation mit einzelnen Gefechten bis zur Vernichtung von drei Legionen der Römer an.
Der Kampf im rückwärtigen Feindgebiet wurde ab den Zeiten der stehenden Heere meist durch berittene Freischaren wie die kroatischen Reiter, Panduren oder Husaren geführt und, da außerhalb von Schlachten oder um diese herum, auch als Kleiner Krieg bezeichnet. Je nach Gelände und zur Verfügung stehenden Truppen in den tiefen Flanken auch durch Jäger, um die eigene Truppe zu sichern.
Während des Franzosen- und Indianerkrieges in Nordamerika wurde diese Gefechtsart durch Robert Rogers mit seiner Ranger Company of Blanchard's New Hampshire Regiment angewandt. Auf ihn geht die schriftliche Verhaltensanweisung für den einzelnen Soldaten und die Gefechtsführung mit dem Plan of discipline zurück.
Johann von Ewald, Hauptmann des hessen-kasselschen Feldjägerkorps im Amerikanischen Unabhängigkeitskrieg, fasste seine Erfahrungen in seinem Buch über den kleinen Krieg zusammen, das als erstes Werk gilt, das sich speziell mit dieser Form der Kriegführung befasst.
In den Indianerkriegen zwischen den Indianern Nordamerikas und den europäischen Einwanderern und – nach der amerikanischen Unabhängigkeit 1783 bis zum Ende des 19. Jahrhunderts – den Truppen der Vereinigten Staaten, führten die Indianer auf Grund ihrer stärkemäßigen Unterlegenheit meist asymmetrische Gefechte in Form von Hinterhalten, Handstreichen und Überfällen.
In seinem 1832 herausgegebenen Werk "Vom Kriege" beschrieb Carl von Clausewitz in einem Kapitel die Kriegsführung in der Gefechtsführung "Vom kleinen Kriege" mit Gefechtshandlungen in den Flanken und im rückwärtigen Raum von Feindkräften sowie durch irreguläre Kräfte.
Im amerikanischen Sezessionskrieg 1861–1865 unternahm der Oberst John S. Mosby, bekannt als Grey Ghost, mit seinem Kavallerieverband 43rd Virginia Cavalary Partisan Rangers Battalion der Confederate States Army als Raids tiefe Vorstöße hinter die Linien der Unionstruppen, um deren Nachschub und Aufmarsch zu stören.
Zu planmäßigen Gefechtshandlungen kam es während des Deutsch-Französischen Kriegs 1870/71 durch Franc-tireur. Diese begannen im rückwärtigen Raum der deutschen Armeen kleinere Abteilungen und Posten, Kuriere und Trainfahrzeuge zu überfallen, lieferten sich aber auch offene Gefechte mit größeren deutschen Verbänden.
Kriegsgeschichtliche Beispiele finden sich bei den im englischen Sprachraum bezeichneten Kommandos im Ersten Burenkrieg 1880/1881 und im Zweiten Burenkrieg 1899/1901 in Südafrika.
Das österreichische Streifenkorps Strafuni führte seine Einsätze von 1882 bis 1914 im damaligen österreichisch-ungarischen Bosnien im Jagdkampf durch.
Beispiel für den Einsatz mehrerer selbständiger Gefechtsverbände im Jagdkampf gibt Paul von Lettow-Vorbeck mit dem Einsatz der Schutztruppe für Deutsch-Ostafrika und während des Ersten Weltkriegs in Ostafrika.
T. E. Lawrence konnte mit dem Einsatz irregulärer Beduinentruppen auf der Arabischen Halbinsel und im Sinai während der Arabischen Revolte im Ersten Weltkrieg den Aufmarsch und die operative Gefechtsführung der Osmanischen Armee wesentlich verlangsamen, indem er die für den Nachschub wesentliche Hedschasbahn sowie die osmanischen Militärbahnstrecken in Palästina immer wieder durch Feuerüberfälle, Hinterhalte und Sprengungen unterbrach sowie marschierende Verbände angriff.
Lehren für den Jagdkampf konnten während des Fortsetzungskrieges in Lappland (Finnland) durch deutsche Kräfte, meist der Gebirgsjäger, gewonnen werden, die in der Kampfweise mit der Motti-Taktik der nichtmotorisierten Infanterie der Finnischen Armee entsprach, die auf die Finnischen Jäger zurückgeht.
Die Kampfweise der alliierten Truppen bei der Schlacht um Timor 1942 entsprach der des Jagdkampfes hinter feindlichen Linien und zeigt bei günstigen räumlichen Voraussetzungen in stark bedecktem und zerschnittenem Gelände, dass auch eine kleine Truppenmacht eine wesentlich größere, hier in Stärke einer japanischen Division, binden kann.
Jagdkampf als Operationsart wurde durch das selbständige Spezialkommando Special Interrogation Group aus deutschsprechenden Juden im Afrikafeldzug der Eighth Army (Vereinigtes Königreich) zur Bekämpfung deutscher Kräfte insbesondere deren Logistik hinter den Linien des Afrikakorps durchgeführt.
Orde Wingate stellte sowohl im Sudan die Gideon Force auf, die ab Februar 1941 Guerillaaktionen gegen die italienische Besatzungsmacht in Äthiopien unternahm, als auch in Burma die Indian 77th Infantry Brigade, als ersten Großverband der Chindits, die die Operation Operation Longcloth hinter den japanischen Linien durchführte. Die US Army setzte diese Taktik mit den Merrill’s Marauders fort.
Die Armée de terre setzte diese Taktik im Indochinakrieg und dem Algerienkrieg ein.
In der Föderation Malaya kam es zur Zeit der britischen Kolonialherrschaft nach dem Zweiten Weltkrieg zum Malayan Emergency, einem Kommunistischen Aufstand, der erfolgreich bis zur Unabhängigkeit bekämpft werden konnte.
Der General des Bundesheer Emil Spannocchi entwickelte zur Verteidigung von Österreich das Konzept der Raumverteidigung, bei der Feindkräfte in tiefen Marschkolonnen in den eigenen Verteidigungsraum gelassen werden sollten, um dann von den tiefen und tiefsten Flanken die Nachschubkolonnen anzugreifen und die Kampftruppenteile durch mangelnden Nachschub zum Stillstand zu bringen.
Der Kampf regulärer Truppen gegen irreguläre und reguläre Truppen wird in Afrika in Gebieten mit geringer Infrastruktur als Buschkrieg bezeichnet. In Rhodesien durch die Selous Scouts und im portugiesischen Angola die Flechas, die beide aus einheimischen Fährtenlesern und Soldaten unter dem Kommando von weißen Offizieren der Kolonialmacht bestanden. Während der Zeit der Apartheid kamen im Südafrikanischen Grenzkrieg die Koevoet und das 32-Bataljon sowie Fallschirmjäger zum Einsatz, die mit dem Casspir und Mamba als Geschützte Fahrzeuge motorisiert waren und Beispiele für den motorisierten Einsatz von Jagdkampfzügen in Rückwärtigen Gebieten oder Feind durchsetzten Räumen bieten.
Während der Sowjetischen Intervention in Afghanistan wandten die Mudschahedin diese Taktik gegen das waffentechnisch überlegene „Begrenzte Kontingent der sowjetischen Truppen in Afghanistan“ an.
Jagdkampf ist operativ in die von General Emil Spannocchi formulierte Raumverteidigung eingebunden.
Die Méharistes des Heeres der Mauretanischen Streitkräfte operieren an den Grenzen von Mauretanien zu Mali und Libyen nach den Grundsätzen des Jagdkampf in rückwärtigen (feinddurchsetzten) Räumen.
Die Kampfweise des Heeres der Ukrainischen Streitkräfte und der ukrainischen Nationalgarde ist beim Russischen Überfall auf die Ukraine 2022 in weiten Teilen von der Einsatzart Jagdkampf geprägt und ist nach der österreichischen Verteidigungsplanung der Sperrverbände der Raumverteidigung nach dem österreichischen General Emil Spannocchi angelegt, bei der Gegner tief in den eigenen Verteidigungsraum vorgelassen und dann aus den tiefen Flanken vernichtet wird.
Jagdkampf findet auch beim Einsatz von Polizeikräften im zivilen Bereich Anwendung, so beim Einsatz von südafrikanischen Rangern oder bewaffneten Kräften der IBAMA in Brasilien bei der Bekämpfung von Wilderern und gegen illegalen Holzeinschlag.